# كيرك مونرو
كيرك مونرو (بالإنجليزية: Kirk Munroe)‏ (15 سبتمبر 1850، برايري دو شين في الولايات المتحدة - 16 يونيو 1930، ميامي في الولايات المتحدة)؛ روائي أمريكي.